# Vojna in mir
Vojna in mir (rusko Война и мир) je roman, ki ga je napisal ruski pisatelj Lev Nikolajevič Tolstoj. Delo se dogaja v času napoleonskih vojn in združuje fiktivno pripoved s poglavji o zgodovini in filozofiji. Delo je bilo začelo izhajati v delih leta 1865, nato pa je bilo v celoti predelano in objavljeno leta 1869. Delo velja za Tolstojev najboljši literarni dosežek in ostaja mednarodno cenjena klasika svetovne književnosti. 
Roman skozi zgodbe petih ruskih aristokratskih družin opisuje francosko invazijo na Rusijo in vpliv napoleonske dobe na carsko družbo. Roman je prvič izšel med letoma 1865 in 1869 v reviji Ruski vestnik. Najprej je izšel odlomek z naslovom Leto 1805, leta 1868 so izšli trije deli, kmalu pa sta jim sledila še preostala dva. Roman je bil v celoti izdan leta 1869.
Tolstoj je dejal, da se najboljša ruska literatura ne prilagaja standardom, zato se je obotavljal z uvrstitvijo Vojne in miru, češ da to "ni roman, še manj je pesem in še manj zgodovinska kronika". Velik del, zlasti poznejša poglavja, so filozofske razprave in ne pripovedi. Za svoj prvi pravi roman je imel roman Ana Karenina.

## Nastanek romana
Tolstoj je začel roman pisati leta 1863, ko se je poročil in ustalil na svojem podeželskem posestvu. Septembra istega leta je pisal svoji svakinji Elizabeti Bers in jo vprašal, ali lahko najde kronike, dnevnike ali zapise, ki se nanašajo na napoleonsko obdobje v Rusiji. Z grozo je ugotovil, da je le malo pisnih virov obravnavalo vidike ruskega življenja v tistem času, zato je v prvih osnutkih romana skušal te pomanjkljivosti odpraviti. Prvo polovico knjige je napisal in jo poimenoval "1805". Med pisanjem druge polovice je veliko bral in priznal Schopenhauerja kot enega svojih glavnih navdihov. Tolstoj je v pismu Afanasiju Fetu zapisal, da to, kar je napisal v Vojni in miru, pravi tudi Schopenhauer v delu Svet kot volja in predstava, Vendar pa se Tolstoj temu približuje "z druge strani".
Prvi osnutek romana je bil dokončan leta 1863. Leta 1865 je revija Russkiy Vestnik (Ruski vestnik) objavila prvi del tega osnutka pod naslovom 1805, naslednje leto pa je objavila več. Tolstoj je bil s to različico nezadovoljen, čeprav je leta 1867 dovolil objavo več delov te različice z drugačnim koncem. Med letoma 1866 in 1869 je ves roman močno predelal. Tolstojeva žena Sofija Tolstaja je prepisala kar sedem različnih celotnih rokopisov, preden je Tolstoj menil, da je roman pripravljen za objavo. Različica, ki je bila objavljena v Ruskem vestniku, je imela povsem drugačen konec kot različica, ki je bila leta 1869 objavljena pod naslovom Vojna in mir. Rusi, ki so roman prebrali v delih, so si želeli kupiti celoten roman, ki je bil nato skoraj takoj razprodan. Roman je bil takoj po objavi preveden v številne druge jezike.
Ni znano, zakaj je Tolstoj spremenil ime romana v Vojna in mir (Война и мир). Morda si je naslov izposodil iz dela Pierra-Josepha Proudhona iz leta 1861 z naslovom La Guerre et la Paix ("Vojna in mir" v francoščini). Naslov se morda nanaša tudi na rimskega cesarja Tita (vladal 79-81 n. št.), ki ga je Svetonij leta 119 v delu De vita caesarum (Življenja cesarjev) opisal kot mojstra "vojne in miru".
Rokopis iz leta 1805 so leta 1893 v Rusiji ponovno izdali in opremili z opombami, nato pa je bil preveden v angleščino, nemščino, francoščino, španščino, nizozemščino, švedščino, finščino, albanščino, korejščino in češčino.
Tolstoj je v roman vnesel novo vrsto zavesti. Njegova pripovedna struktura ni znana le po tem, da na dogajanje gleda z zornega kota boga, temveč tudi po tem, da hitro in gladko prikaže stališče posameznega lika. Njegova uporaba vizualnih podrobnosti je pogosto primerljiva s filmom, saj uporablja literarne tehnike, ki spominjajo na panoramske, široke in bližnje posnetke. Ti prijemi sicer niso izključno Tolstojevi, so pa del novega sloga romana, ki je nastal sredi 19. stoletja in katerega mojster se je izkazal Tolstoj.
Standardno rusko besedilo Vojne in miru je razdeljeno na štiri knjige (petnajst delov) in epilog v dveh delih. Prva polovica se večinoma ukvarja izključno s fiktivnimi liki, medtem ko so zadnji deli, pa tudi drugi del epiloga,  sestavljeni večinoma iz esejev o naravi vojne, moči, zgodovini in zgodovinopisju. Tolstoj je te eseje vpletel v zgodbo na način, ki je v nasprotju z dosedanjimi fikcijskimi konvencijami. Nekatere skrajšane različice so te eseje v celoti odstranile, druge, ki so izšle še za časa Tolstojevega življenja, pa so jih preprosto prenesle v dodatek.